# Ari Tenhula
Ari Kalevi Tenhula, född 22 mars 1964 i Uleåborg, är en finländsk dansör och koreograf.
Tenhula utexaminerades 1988 som magister vid Teaterhögskolans institution för danskonst. Han har dessutom studerat dans i Frankrike, USA, Indien och Japan. Han verkade 2000–2002 som konstnärlig ledare för dansgruppen vid Helsingfors stadsteater, Helsinki dance company, och han har dessutom gjort koreografi för teaterstycken.
Sedan 1996 har Tenhula varit medlem av den konstnärliga kommittén för festivalen Liikkeellä marraskuussa och har senare verkat som konstnärlig ledare för festivalen. Han erhöll Finlandspriset 2003 och statspriset för dans 1990 som medlem av gruppen Zodiak presents.